# Cinclode d'Olrog
Espèce
Statut de conservation UICN

 LC  : Préoccupation mineure
Le Cinclode d'Olrog (Cinclodes olrogi) est une espèce de passereaux de la famille des Furnariidae. Il a été décrit par Nores et par Yzurieta en 1979.

## Répartition
Le cinclode d'Olrog vit à travers les sierras de Córdoba, dans les savanes rocheuses des collines du centre de l'Argentine, entre 1 000 et 2 200 mètres d'altitude.

## Étymologie
Le mot « Olrog » est formé du grec kinklos = sorte d'oiseau et du suffixe -odes = excès ou ressemblance proche.